# Терентій Луцевич
Терентій Луцевич (рос. Терентий Луцевич, біл. Цярэнцій Луцэвіч), до січня 2013 року — Вобга Тьєнчен (фр. Vobga Tyenchen; нар. 19 квітня 1991, Дуала) — білоруський футболіст камерунського походження, захисник клубу «Торпедо-БелАЗ». Може також зіграти на позиції нападника.

## Кар'ера

### Клубна
Народився в Камеруні, але має білоруське громадянство. З 2008 грав у мінських клубах, в основному за дублюючі склади. Спочатку був нападником, потім перекваліфікувався у захисника.
У 2012 грав в оренді за «Гомель» (в основному за дубль) та «Вітебськ» (де став гравцем основи).
У січні 2013 року знову був відданий в оренду «Гомелю». Спочатку тільки виходив на заміну, але потім закріпився в основному складі на позиції центрального захисника. По закінченні терміну оренди наприкінці 2013 року повернувся в «Динамо».
У березні 2014 став гравцем «Берези-2010». У складі березовського клубу знову став використовуватися на позиції нападника. В результаті, з 10 голами став кращим бомбардиром «Берези-2010» в сезоні-2014.
В січні 2015 року підписав контракт з «Гранітом», який повернувся у Вищу лігу. У складі «Граніту» закріпився в основі, використовувався як на позиції нападника, так і захисника.
На початку липня 2016 року через фінансові проблеми залишив мікашевичський клуб і незабаром приєднався до складу «Торпедо-БелАЗ».

### Міжнародна
У 2011 році дебютував у складі молодіжної збірної Білорусі у товариському матчі проти збірної Туркменістану, забивши єдиний гол у цьому матчі.

## Статистика виступів
| Сезон    | Дивізіон | Клуб        | Країна | Матчі | Голи |
| -------- | -------- | ----------- | ------ | ----- | ---- |
| 2008     | Д3       | Міньск-2    |        | 25    | 8    |
| 2009     | дубль    | Міньск      |        | 23    | 7    |
| 2010     | Д1       | Динамо      |        | 3     | 0    |
| 2011     | Д1       | Динамо      |        | 7     | 0    |
| 2012 (1) | дубль    | Гомель      |        | 15    | 3    |
| 2012 (2) | Д2       | Вітебськ    |        | 13    | 3    |
| 2013     | Д1       | Гомель      |        | 19    | 1    |
| 2014     | Д2       | Береза-2010 |        | 30    | 10   |
| 2015     | Д1       | Граніт      |        | 24    | 5    |
| 2016 (1) | Д1       | Граніт      |        | 15    | 2    |

## Особисте життя
Луцевич — син камерунця і білоруски. Коли йому було шість місяців, батько футболіста помер і мати перевезла його до Білорусі, де він прожив під вихованням бабусі Анастасії Луцевич. Мати повернулася назад в Камерун. З шести років захоплювався футболом, і в сім років бабуся привела його у футбольну секцію СДЮШОР «Зміна» у Мінську. Успішно навчається на економіста в БГУ.
На початку 2013 року змінив паспорт, де вказав духовне ім'я при хрещенні в православній церкві Терентій, а нове прізвище взяв від бабусі.